# Cupola (modulo)

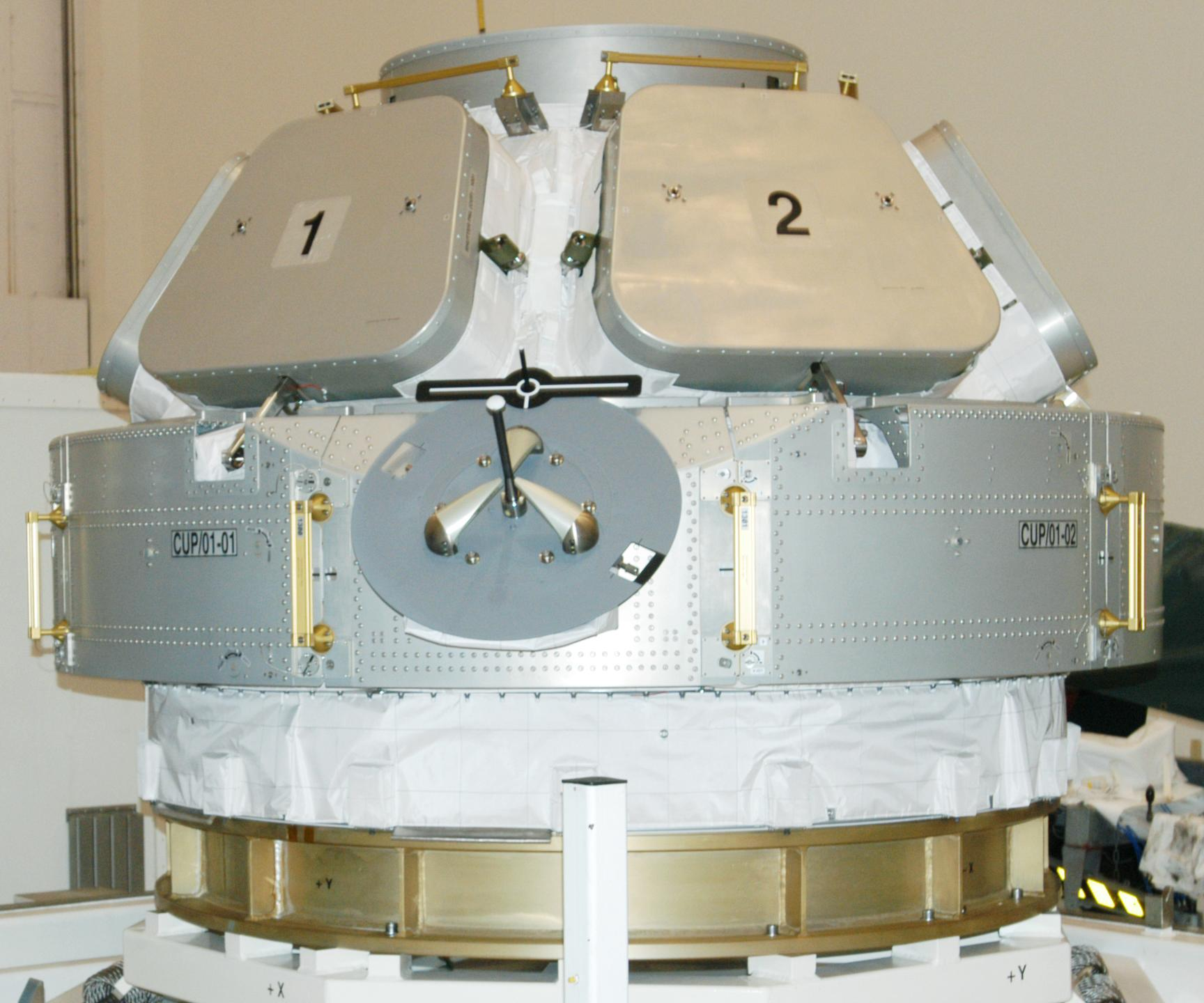
La Cupola nella Space Station Processing Facility della NASA

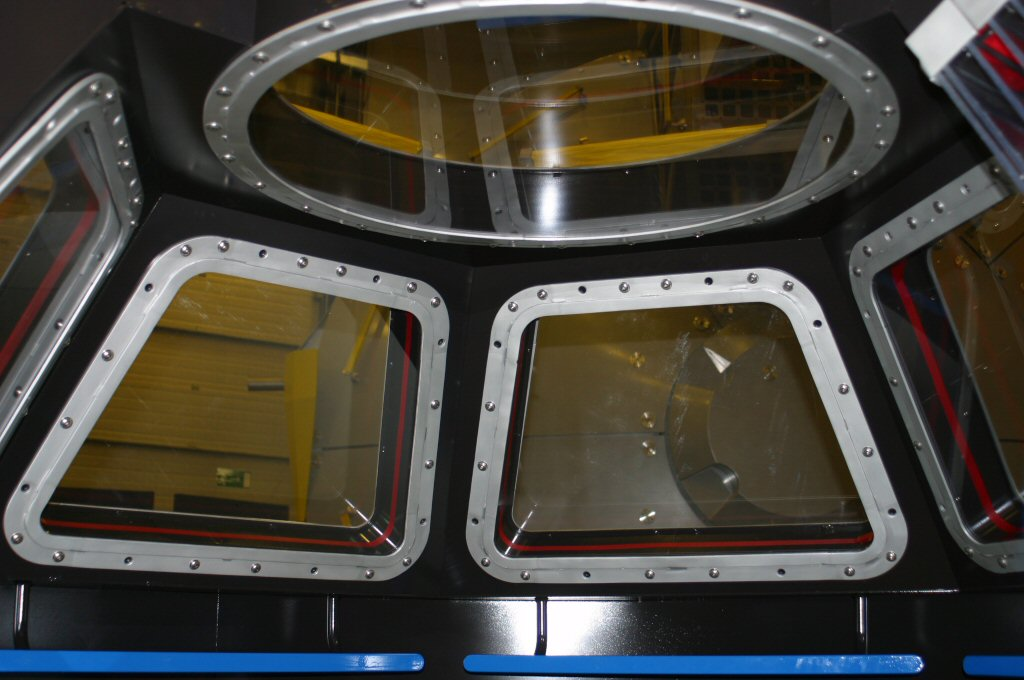
Visuale all'interno della Cupola

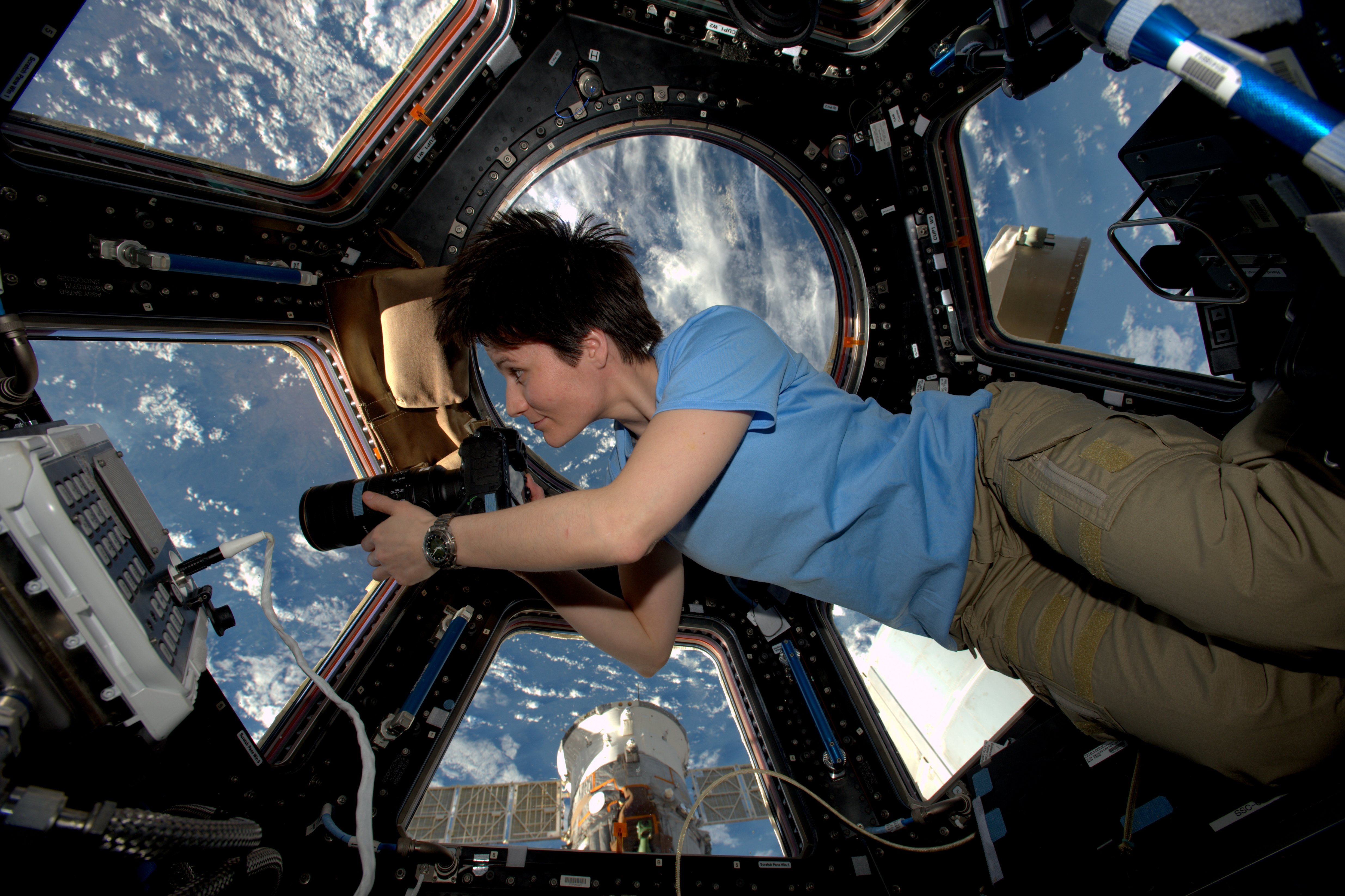
Samantha Cristoforetti osserva la Terra sotto di lei dal modulo Cupola

La Cupola (che prende il nome dal ponte di osservazione sopraelevato su un vagone ferroviario) è un piccolo modulo progettato per l'osservazione di operazioni al di fuori della Stazione spaziale internazionale (ISS), come le attività robotiche, l'approccio dei veicoli e l'attività extraveicolare (EVA). È stato costruito in Europa da Thales Alenia Space Italia (TAS-I) sotto contratto dell'Agenzia Spaziale Europea. Offre viste spettacolari della Terra e oggetti celesti. La Cupola ha sei finestre laterali e una finestra di osservazione diretta al nadir, tutte dotate di protezioni richiudibili per proteggerle da contaminazioni e collisioni con detriti orbitali o micrometeoriti. La Cupola è progettata per ospitare la workstation robotizzata che controlla il braccio del manipolatore remoto dell'ISS. Può ospitare due membri dell'equipaggio simultaneamente, ed è ancorata al lato rivolto verso la Terra del Nodo-3 utilizzando il Sistema di aggancio comune (CBM).
Il lancio del modulo è avvenuto l'8 febbraio 2010 con la missione STS-130, insieme al Nodo-3, Tranquility.
Il 17 febbraio del 2010 è stata completata l'installazione, e la Cupola è stata resa operativa grazie alle passeggiate spaziali compiute dall'equipaggio di STS-130.

## Descrizione
La Cupola è alta 1,50 m, ha un diametro massimo di 2,95 m e all'inizio aveva una massa di 1,805 kg. La massa massima in orbita è di 1.880 kg. La Cupola ha sei finestre montate lateralmente e una finestra più grande di 80 cm sul "tetto", offrendo una visibilità a tutto campo in un'unica direzione.  Le finestre possono essere sigillate con speciali tapparelle per la protezione da micrometeoriti e detriti spaziali.
La Cupola è principalmente per scopi di osservazione, con spazio per due membri dell'equipaggio contemporaneamente. I compiti principali del modulo includono il controllo del braccio robotico della stazione, la comunicazione con gli astronauti durante un'uscita e l'osservazione della Terra e dello spazio. A tale scopo, alla Cupola possono essere installate varie stazioni di comando e controllo. Un compito non meno importante della Cupola dovrebbe essere il suo uso come luogo di relax per gli astronauti.
Cupola appartiene alla parte americana della stazione e fu inizialmente costruita da Boeing. Dopo il superamento dei costi, il modulo è stato interrotto per la prima volta nel 1993 e consegnato all'Agenzia Spaziale Europea (ESA) cinque anni dopo. In cambio, l'ESA ha ricevuto opzioni di trasporto sullo Space Shuttle per componenti ed esperimenti europei, oltre a esperimenti extra su Columbus.
Due mesi dopo aver firmato il contratto con la NASA, l'ESA ha aggiudicato il contratto da 20 milioni di euro ad Alenia Spazio (Italia) per la costruzione del modulo l'8 febbraio 1999. Altre sei società europee, guidate da Alenia, hanno lavorato a componenti di Cupola: CASA (Spagna), APCO (Svizzera), SAAB Ericsson e Lindholmen Development (Svezia), EADS Space Transportation (Germania) e Verhaert (Belgio). La Cupola è stata ufficialmente consegnata alla NASA il 7 luglio 2005 presso il Kennedy Space Center.

## Trasporto e installazione
Il 31 agosto 2009, la Cupola è stata preparata per il trasporto con Tranquility presso lo Space Station Processing Facility, e il 20 novembre 2009 la proprietà di questo modulo è stata trasferita dall'ESA alla NASA durante una cerimonia formale. Cupola e Tranquility sono dunque stati lanciati a bordo dello Space Shuttle Endeavour l'8 febbraio 2010, come parte della missione STS-130 della ISS. Tranquility è stato montato insieme alla Cupola sul modulo Unity, quindi la Cupola è stata spostata dalla porta di collegamento anteriore alla porta nadir di Tranquility. Vecchi piani prevedevano un collegamento diretto della Cupola ad Unity.

## Specifiche
- Altezza: 1,5 m
- Diametro (massimo): 2,95 m
- Massa: 1880 kg